# Museo de Arte Contemporáneo de Chicago
El Museo de Arte Contemporáneo de Chicago es una galería de arte contemporáneo cerca de Water Tower Place en el centro de Chicago en Cook County, Illinois, Estados Unidos. El museo, establecido en 1967, es uno de los más grandes de arte contemporáneo del mundo. La colección del museo está compuesta de miles de objetos de la Posguerra de la Segunda Guerra Mundial de artes visuales.
El museo ha tenido exhibiciones debut de varios artistas notables, incluyendo la primera exhibición de Frida Kahlo y Jeff Koons. Posteriormente, Koons presentó una exhibición en el museo que estableció un récord de asistencia a una exhibición. Su colección incluye Jasper Johns, Andy Warhol, Cindy Sherman, Kara Walker y Alexander Calder. Contiene ejemplos históricos de 1940 a 1970 del surrealismo, el arte pop, el minimalismo y el arte conceptual; exhibiciones notables del postmodernismo de los 1980s así como también pinturas contemporáneas, esculturas, fotografías, videos, instalaciones y medios relacionados. El museo también presenta danza, teatro, música y artes multidisciplinarios.
La ubicación actual del museo es la Avenida Chicago al Este, número 220, en el barrio Streeterville en el lado norte de Chicago.
Josef Paul Kleihues diseñó el edificio actual después de que el museo realizara una búsqueda por 12 meses, revisando más de 200 nominaciones para su diseño.
El museo abrió sus puertas en su nuevo local el 21 de junio de 1996, con un evento de 24 horas de duración con más de 25000 visitantes
El museo estuvo originalmente ubicado en la calle Ontario al Este con el número de puerta 237, que había sido diseñada para ser una panadería. El edificio es conocido por su escalinata característica que lleva a un piso elevado que tiene un atrio, con una vista directa ala ciudad y al Lago Míchigan.

## Historia

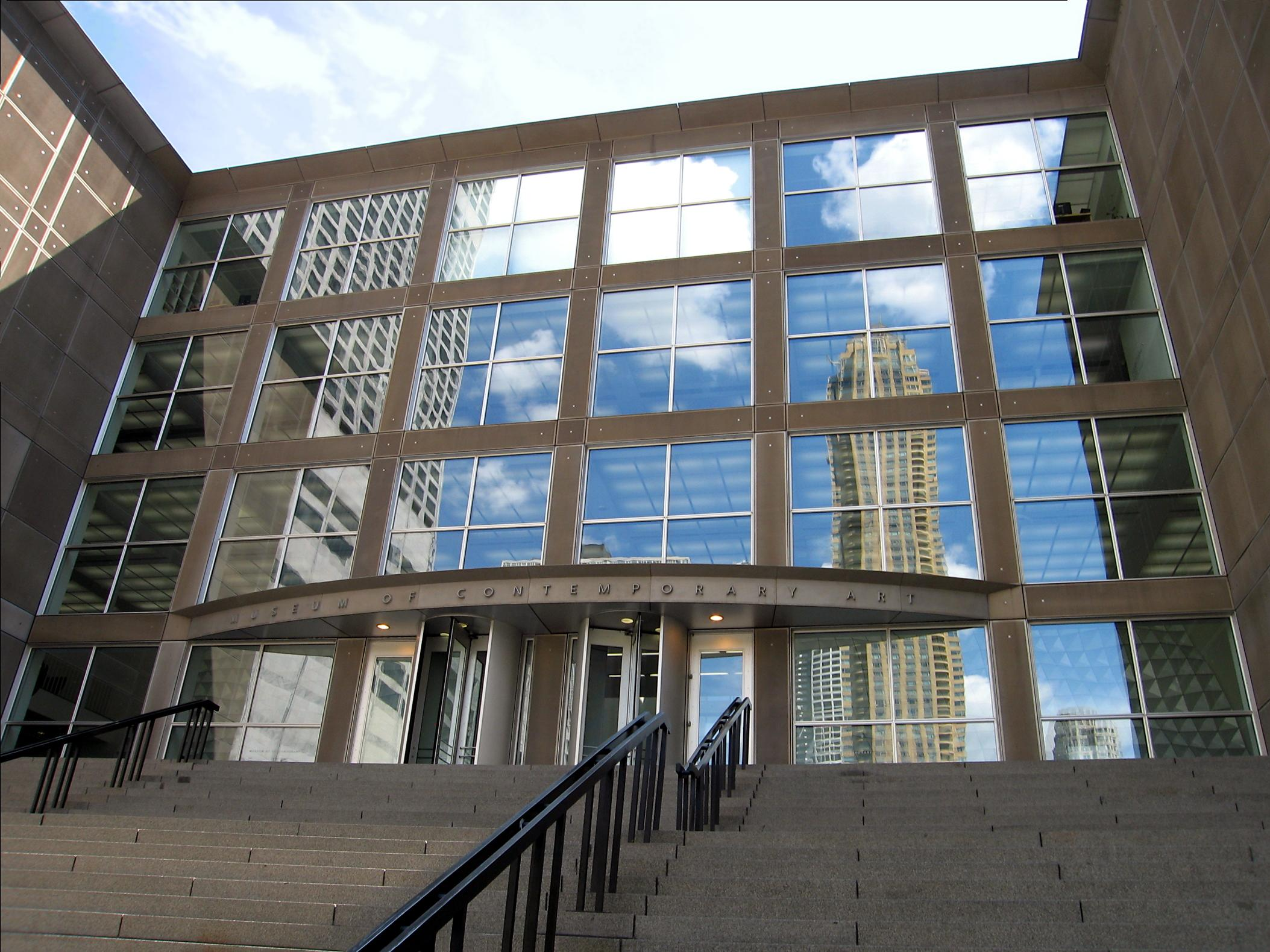
Museo de Arte Contemporáneo de Chicago.

El Museo de Arte Contemporáneo de Chicago fue creado como resultado de un encuentro de 30 críticos de arte, colecciones y vendedores de arte en la casa de la crítica de arte Doris Lane Butler en 1964, para discutir la idea de la creación de un museo de arte contemporáneo para complementar el Instituto de Arte de Chicago, de acuerdo a la historia en la gran ceremonia de apertura en la revista The Times.
El museo abrió sus puertas en el otoño de 1967 en un pequeño espacio en la Calle Ontario al Este que había sido utilizada por un tiempo como oficinas de la corporación Playboy, siendo su primer director Jan van der Marck. 
En 1970, se invitó a Wolf Vostell para hacer la escultura Concrete Traffic en Chicago.
Inicialmente, el museo fue concebido principalmente como un espacio de exhibiciones temporales, dentro del modelo alemán kunsthalle. Sin embargo, en 1974, el museo comenzó a adquirir una colección permanente de objetos de arte contemporáneos creados después de 1945.
El Museo de Arte Contemporáneo de Chicago se expandió a los edificios adyacentes para ampliar así su espacio de galería. En 1977, en la refundación de su 10º aniversario, una casa vecina de tres pisos fue comprada, renovada y conectada al museo. En 1978, Gordon Matta-Clark llevó a cabo su mayor intervención, llamada "Circus Or The Caribbean Orange" (1978), realizando cortes circulares en las paredes y en los forjados en la casa contigua al edificio del museo original.
En 1991, el Consejo de Fideicomisarios contribuyó con $37 de los $55 millones de dólares americanos de costes de construcción esperados para la construcción del nuevo edificio del museo en 65 años. Seis de los miembros de la junta fueron claves en la fundación como donantes mayores: Jerome Stone, Beatrice C. Mayer (hija de la Corporación Sara Lee, el fundador Nathan Cumings y familia, la Sra. Edwin Lindy Bergman, Neison Harris (presidente de la Corporación Pittway) Irving Harris, y Thomas y Frances Dittmer.
La Junta Directiva evaluó la propuesta arquitectónica de seis finalistas: Emilio Ambasz de  Nueva York; Tadao Ando de  Osaka, Japan; Josef Paul Kleihues de  Berlín; Fumihiko Maki de  Tokio; Morphosis de  Santa Mónica, California; y Christian de Portzamparc de  París.
De acuerdo al ganador del Premio Pulitzer Blair Kamin, crítico de arquitectura del Diario Chicago Tribune, la lista de concursantes fue controversial. Ningún arquitecto de Chicago fue incluido como finalista, a pesar del hecho de que arquitectos prominentes de Chicago tales como Helmut Jahn y Stanley Tigerman estuvieron entre los 23 semifinalistas. De hecho, ninguno de los finalistas había hecho trabajos de arquitectura en Chicago. El proceso de selección, que comenzó con 209 concursantes, estuvo basado en las calificaciones profesionales, proyectos recientes y la habilidad para trabajar con el personal del museo.
En 1996, el Museo de Arte Contemporáneo de Chicago inauguró su sede actual en el 220 East Chicago Avenue, antiguo emplazamiento de un arsenal de la Guardia Nacional entre el lago Míchigan y Míchigan Avenue desde 1907 hasta ser demolido en 1993. El actual edificio de cuatro plantas fue diseñado por Josef Paul Kleihues, con un tamaño cinco veces mayor que su predecesor, haciendo al Museo de Arte Contemporáneo de Chicago la institución más grande dedicada al arte contemporáneo en el mundo. Se considera que la estructura física hace referencia a la modernidad de Mies van der Rohe así como también a la tradición arquitectónica de la Escuela de Chicago.

## Funcionamiento
El museo opera como una organización sin ánimo de lucro, exenta de impuestos y sus exhibiciones, programaciones y funcionamiento están solventados en forma privada. Tiene una junta de fideicomiso constituida por cuatro oficiales, 18 de por vida y más de 40 más en forma temporal. La junta directiva actual está presidida por King Harris. El museo también tiene un director, que vigila el personal del museo compuesto por alrededor de 100 personas. Madeleine Grynsztejn reemplazó a Robert Fitzpatrick tras 10 años de actividad como director durante el año 2008, convirtiéndose en la primera mujer directora del museo.
El museo opera con programas en tres departamentos: de muestras, de actuación y de educación. Peter Taub es el director del programa de actuación, Erika Hanner es la directora de educación Beatrice C. Mayer, y Janet Alberti es el tesorero y director de operaciones. El personal del museo está integrado por el encargado del museo Michael Darling, las curadoras Naomi Beckwith y Lynne Warren, y la curadora asociada Julie Rodigues Widholm. En 2009, el museo reportó unos ingresos de $17.5 millones, 50% del mismo proveniente de contribuyentes y gastos operativos.
El museo está cerrado los lunes. No tiene un precio de entrada fijo, funciona con una entrada de admisión sugerida ($12 para el público en general, $7 para estudiantes y jubilados, gratuita para los miembros del museo, militares, y niños menores de 12 años). Además ofrece entrada gratuita todos los martes, cuando extiende sus horas de funcionamiento desde las 10 a. m. a las 8 p. m.
Durante el verano, el museo brinda concertos de jazz al aire libre los martes. El primer viernes de cada mes, se realizan eventos con DJs, artistas locales y otras actividades.
Además de las exhibiciones de arte, se ofrece danza, teatro, música y artes multidisciplinarias. El programa incluye proyectos primarios y festivales de un amplio espectro presentados en actuaciones, charlas y en formato taller.

## Exhibiciones

### Pasado
Durante su primer año de funcionamiento, el museo contó con las exhibiciones:  Pictures To Be Read/Poetry To Be Seen, Claes Oldenburg: Projects for Monuments, y Dan Flavin: Pink and Gold, cuyo trabajo fue el primero en solitario para el propio artista. En 1969, se convirtió en el primer edificio envuelto en los Estados Unidos por Christo, utilizándose más de 8.000 pies cuadrados ( 700 m²) de lona y cuerda.
Al año siguiente, tuvo muestras de arte individuales de Roy Lichtenstein, Robert Rauschenberg y Andy Warhol.
El Museo de Arte Contemporáneo de Chicago también dio lugar a las primeras exhibiciones individuales en Estados Unidos de artistas tales como Frida Kahlo en 1978, la primera muestra de Dan Flavin en solitario, citada anteriormente, o a Jeff Koons en 1988. En 1989, el museo albergó la colección The Perfect Moment de Robert Mapplethorpe, una exhibición itinerante organizada por el Instituto de Arte Contemporáneo de Filadelfia. Esta exhibición tuvo un récord de asistencia en la historia de la institución.
Exhibiciones
- Enrico Baj (1971)
- Chuck Close (1972)
- Lee Bontecou (1972)
- Richard Artschwager (1973)
- Robert Irwin (1975)
- Vito Acconci (1980)
- Magdalena Abakanowicz (1982)
- Lorna Simpson (1992)
- Beverly Semmes (1995)
- Mona Hatoum (1997)
- Tom Friedman (2000)
- John Currin (2003)
- Rudolf Stingel (2007)

### Actividad reciente
En 2006, el Museo de Arte Contemporáneo de Chicago fue el único museo estadounidense en acoger Massive Change, una exposición de Bruce Mau, que hacía referencia a los efectos sociales, económicos y políticos del diseño. Además de las exhibiciones de dicho año, el museo albergó las obras de los fotógrafos Catherine Opie y Wolfgang Tillmans, así como también el trabajo del creador de dibujos animados de Chicago Chris Ware. La retrospectiva Koons de 2008 batió el récord de asistencia con 86.584 visitantes en la muestra del 31 de mayo al 21 de septiembre de 2008.
En 2009, el museo presentó la exhibición de Jeremy Deller denominada "Es lo que es: conversaciones sobre Iraq". La muestra fue organizada por el Nuevo Museo de Nueva York, el Museo de Arte Contemporáneo de Chicago y el Museo Hammer de Los Ángeles, California.
Coorganizado por el Museo de Arte Moderno de San Francisco y el Centro Wexner para las Artes, el Museo de Arte Contemporáneo de Chicago presentó a Luc Tuymans de octubre de 2010 a enero de 2011. La muestra de Susan Philipsz: Seremos Todos fue presentada en el museo desde febrero a junio de 2011. El artista ganador de Premio Turner realizó una exhibición con canciones protesta y dibujó la historia de los trabajadores de Chicago. La exhibición Eiko & Koma: Time is Not Even, Space is Not Empty fue la primera de una serie instalaciones presentadas en el museo. Los coreógrafos y bailarines japoneses realizaron su instalación artística entre junio y noviembre e 2011.